# Josef Schneider (calciatore 1901)
Josef Schneider, detto Pépi (Vienna, 3 febbraio 1901 – Vienna, 13 marzo 1973), è stato un calciatore e allenatore di calcio austriaco, di ruolo difensore.

## Carriera

### Club
Inizia la carriera in patria, passando agli ungheresi dell'MTK nel 1927. In Ungheria vince il titolo del 1929, prima di trasferirsi a New York, dove gioca per due squadre diverse piazzandosi all'ottavo posto tra i migliori marcatori del campionato 1930 con 11 reti in 26 incontri. Nel 1931 ritorna in Europa, giocando prima in Svizzera, dove vince una coppa nazionale, poi in Francia, dove rimane negli ultimi anni di carriera svolgendo anche l'incarico di giocatore-allenatore.

### Nazionale
Esordisce il 5 luglio 1925 in Svezia-Austria 2-4.

### Allenatore
Dal gennaio 1939 al dicembre del 1940 allena l'Austria Vienna.

## Palmarès

### Club

#### Competizioni nazionali
- Campionato ungherese: 1

MTK Hungária: 1928-1929
- Coppa Svizzera: 1

Grasshoppers: 1931-1932